# Ващенко, Василий Семёнович
Васи́лий Семёнович Ва́щенко (11 марта 1905, Нежин — 12 ноября 1993, Днепропетровск) — украинский советский языковед. Доктор филологических наук (1959). Профессор (1959). В 1989 году награждён Государственной премией УССР в области науки и техники, впоследствии удостоен звания заслуженного деятеля науки и техники Украины.

## Биография
В 1930 году окончил Днепропетровский институт народного образования.
В 1933-1977 годах (с перерывом) работал в Днепропетровском университете. Ассистент, доцент, декан, помощник ректора, 1939—1967 (с перерывом) — заведующий кафедры украинского языка, профессор.
С 1958 по совместительству — старший научный сотрудник отдела словарей Института языкознания АН УССР.
Похоронен на центральной аллее Сурско-Литовского кладбища в г. Днепр. По соседству похоронена супруга лингвист Полина Александровна Петрова (1 февраля 1922 — 22 января 1999).

## Научная деятельность
Основоположник исследований в области украинской диалектологии, лексикографии, лексикологии лингвостилистики, истории языка.
Автор глав в книге «Современная украинская литературная речь. Стилистика» (К., 1973) и ряда статей, посвящённых вопросам украинского литературного языка, истории украинского языкознания (про Мелетию Смотрицког, А. Павловского, И. Срезневского, П. Житецкого, А. Крымского, Е. Тимченко, Г. Шерстюка, П. Залозного), первым учебникам украинского языка. Исследовал язык И. Котляревского («Лексика „Энеиды“ Котляревского: Словоупотребление», Х., 1955, в соавт.), Т. Шевченко («Речь Тараса Шевченко», Х., 1963; «Шевченкова лексика», К., 1951, соавтор; «Эпитеты поэтического языка Т. Г. Шевченко», Дн., 1982), И. Франко, Н. Коцюбинского, А. Гончара. Заключил несколько учебников и пособий по современной украинской литературного языка для средней и высшей школы, в частности «Украинский язык», Х., 1959; 1961; «Образцы современного украинского языка и упражнения для обучения», Х., 1961; «Введение в изучение современного украинского языка», Дн., 1973. Ответственный редактор «Словаря языка Шевченко» (т. 1-2 К., 1964; Гос. премия УССР им. Т. Шевченко, 1989).
В работах Ващенко по шевченковедению освещены вопросы о основополагающую роль поэта в формировании украинского литературного языка, дан анализ лексики, фразеологии, грамматического строя и стилистики поэта, исследованы её народнопоэтические источники, охарактеризованы шевченковские метафоры, сравнения, эпитеты, синонимы, словоповторы, рифмованные словосочетания и тому подобное.

## Труды
по украинской диалектологии:
- Полтавські говори. Х., 1957;
- Словник полтавських говорів. Х., 1960;
- З історії та географії діалектних слів: Матеріали до вивчення лексики говорів середньої та нижньої Наддніпрянщини.-Х., 1962;
- Лінгвістична географія Наддніпрянщини. Лексичні матеріали. Дн., 1968;

по украинской лингвостилистике:
- Стилістичні явища в українській мові, 1958;
- Стилістика речення в українській мові, 1968;
- Стилістична морфологія української мови, 1970;

по истории украинского языкознания и украинского литературного языка:
- Лексика «Енеїди» І. П. Котляревського. Покажчик слововживання,1955;(у співавторстві);
- Мова Тараса Шевченка, 1963;
- Шевченкова лексика: словопокажчик, 1951(у співавторстві);
- Епітети поетичної мови Т. Г. Шевченка, 1982.

по украинской лексикологии, лексикографии, семасиологии:
- Синонімічний словник-мінімум української мови, 1972;
- Семантико-стилістична типологія слів: Посіб. Дн., 1979;
- Морфологія української мови: Навч. посіб. Дн., 1980;
- Українська семасіологія. Типологія лексичних значень. Дн., 1981.

учебники и пособия по современному украинскому литературному языку:
- Граматика української мови. Синтаксис, 1938;
- Українська мова, 1959, 1961;
- Зразки сучасної української мови та вправи для навчання (для вищої школи), 1961;
- Вступ до вивчення сучасної української мови, 1973.